# Trollabo yllefabrik
Trollabo yllefabrik var en fabrik i Hudene socken i Västergötland. Den omtalas också som Trollebo yllefabrik, Trollebo spinnfabrik, Trollabo spinneri och väveri och Trollebo yllespinneri- och väfnadsfabrik.

## Historia
Fabriken anlades 1888 vid Boatorps kvarn i ån Nossan av ägaren till Trollabo gård, pastor John Anjou (1845–1908), och hade både spinneri och väveri. Efter Anjous död drevs verksamheten vidare av änkan Jennie Anjou (1856–1946). År 1920 tillverkades 7200 kg ullgarn och 6100 kg yllevävnader. Arbetsstyrkan bestod av nio personer, sju män och två kvinnor, varav två var yngre än 18 år. Fabrikens kraftkälla var en vattenturbin på 30 hästkrafter.
År 1941 lät dåvarande ägaren, ingenjör Bo Kampe (1906–1967), uppföra nya och tidsenliga lokaler på en mer centralt belägen tomt inom socknen. Samtidigt byttes vattenkraften mot elektrisk kraft. Tillverkningen omfattade vid den tiden huvudsakligen garn och vadd.
Trollabo yllefabrik lades ner 1965.
På fabrikens ursprungliga plats finns (2017) en industribyggnad där Lesjöfors Industrifjädrar AB har sin tillverkning.

### Tryckt litteratur
- Ejdestam, Julius, red (1949). Sveriges bebyggelse. Statistisk-topografisk beskrivning över Sveriges städer och landsbygd. Bokförlaget Hermes. sid. 307

- Roos Nilson, Gunilla (2017). Kulturmiljöer vid Nossan. Inventering och värdering. Rapport 2017:39. Länsstyrelsen Västra Götalands län. sid. 47. https://www.lansstyrelsen.se/download/18.8cd5a1b19362fb4fc2379/1732533443434/Kulturmilj%C3%B6er%20vid%20Nossan%20-%20Inventering%20och%20v%C3%A4rdering.pdf